# ラシーヌ瀬

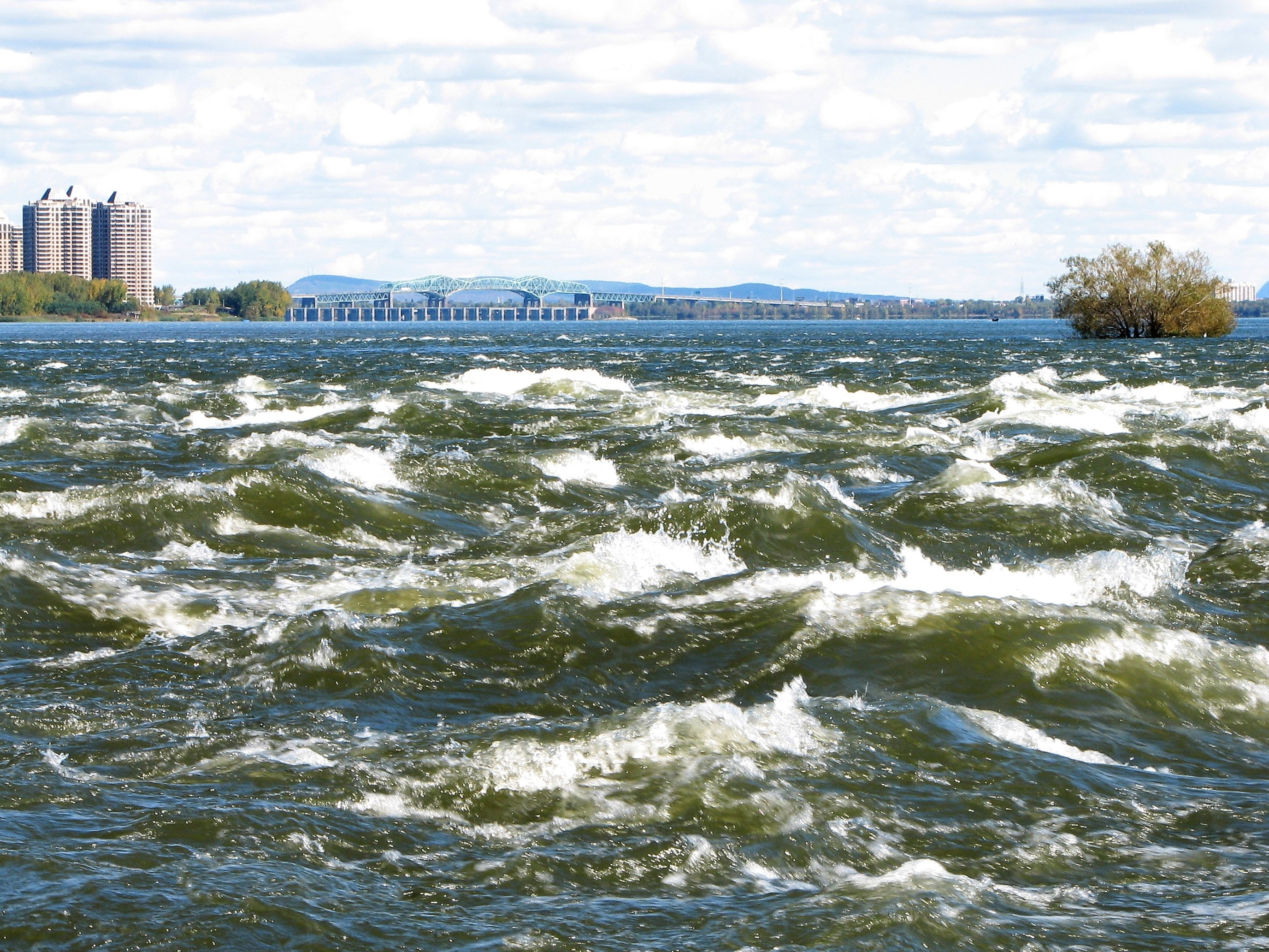
ラシーヌ瀬

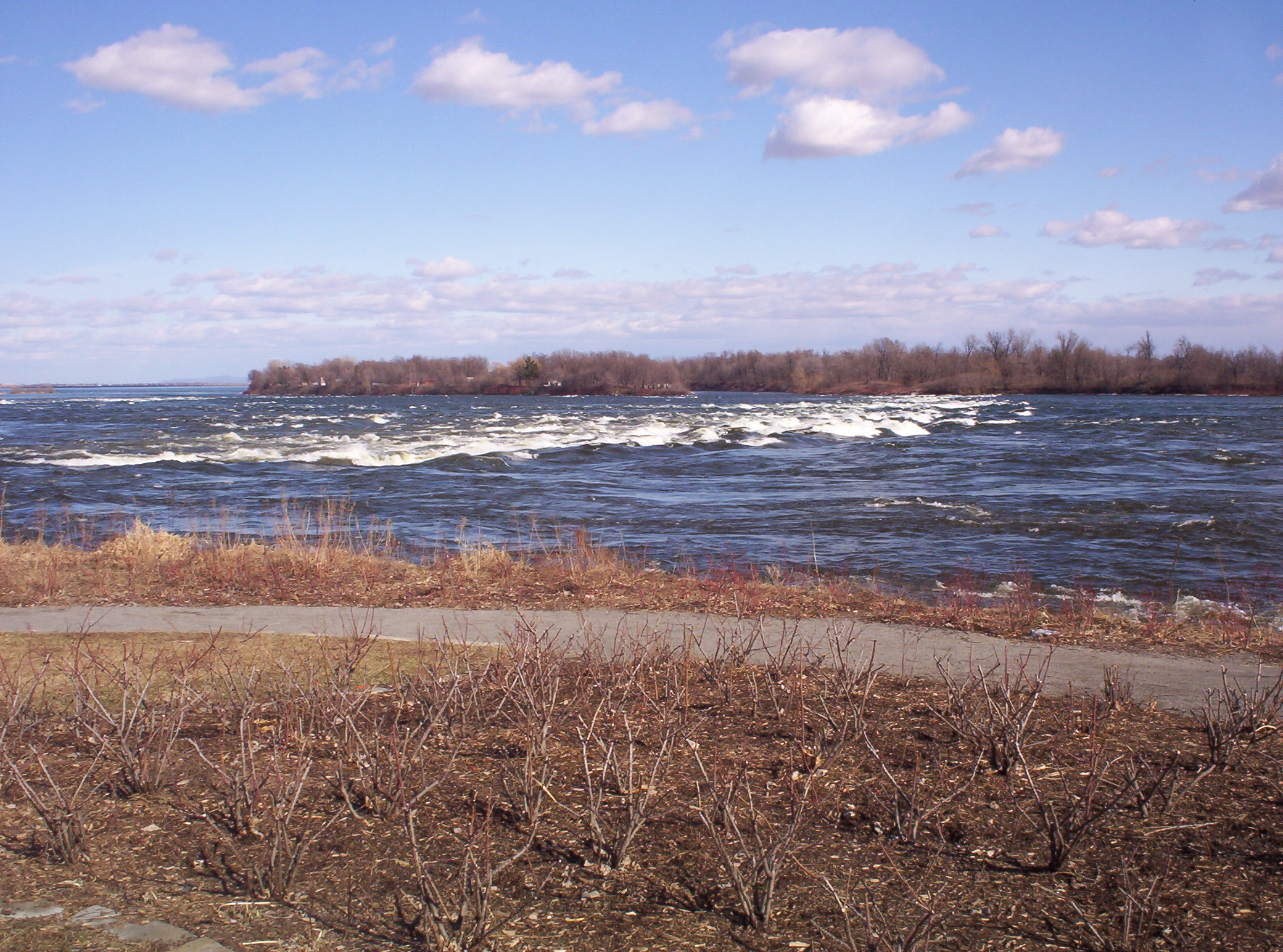
ラシーヌ瀬

ラシーヌ瀬（ラシーヌせ、仏: Rapides de Lachine 英: Lachine Rapids）はセントローレンス川にある急流で、カナダのモントリオール島LaSalle地区と南岸との間にある。
ここの川底の地形には急な段差が存在し、川の水量にも季節変化が無いため、そこでは波の形は定常的となっている。このような波としては世界で最も波が高い。
過去においては、舟運の大きな妨げであり、一旦陸揚げし陸運する必要があった。1825年にモントリオール島南西部を抜けるラシーヌ運河が完成した。しかし引き続きモントリオールより内陸側は鉄道で輸送しモントリオールで大西洋への外航船へ積み替える方が有利な点も多かった。これがモントリオールがカナダで最大の鉄道集積地である理由である。
今日においてここは、セントローレンス海路をなす南岸の運河で通過できる。

## 野生生物
渡り鳥がここにある幾多の島を利用する。

## 歴史
ここに到達した初めての欧州人は、ジャック・カルティエである。1535年セントローレンス川を溯り北西航路を発見したと信じていた。ここで溺死した船員の名を取って、急流をサンルイと命名し、その名はその後サンルイ湖にもつけられた。また地名を中国（la Chine ラ・シーヌ）へ向かう道を阻む急流の地と呼んだ。その後、急流の名もラシーヌと改名された。

## 余暇
急流筏下りと、噴射船めぐりができる。アビタ67団地の付近での波乗りと、急流カヤックに人気がある。